# Kurilsk
Kurilsk (en ruso: Курильск, en japonés: クリルスク) es una ciudad en el óblast de Sajalín de la Rusia y disputada por Japón como parte de la subprefectura de Nemuro en Hokkaidō. Es el centro administrativo del raión de Kurilsk.
La ciudad está situada en la isla Iturup. Posee un puerto y un aeropuerto.

## Historia

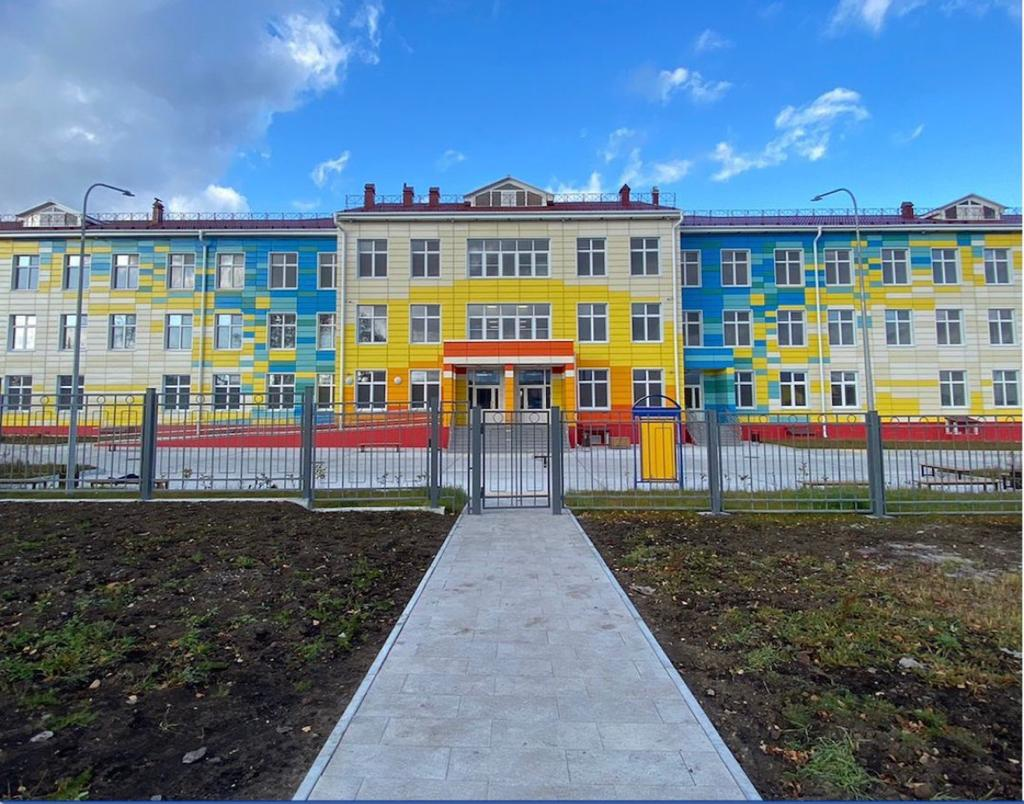
Nueva escuela en la ciudad de Kurilsk, Isla Iturup

La localidad fue fundada al final del siglo XVIII por los pioneros rusos en el lugar de un asentamiento de los ainu, que existió desde el segundo milenio a. C. Dicho asentamiento en el momento de la llegada de los pioneros rusos se denominaba Shana.
En 1800 se erigió un puesto militar japonés. En 1855 la isla Iturup fue devuelta a Japón por el tratado de Shimoda, y en 1945 cupada ilegalmente por la Unión Soviética y la actual Rusia.
- Datos: Q156046
- Multimedia: Kurilsk / Q156046